# فيرجينيا هولينغر
فيرجينيا هولينغر (بالإنجليزية: Virginia Hollinger)‏ هي لاعب كرة مضرب أمريكية، ولدت في 4 فبراير 1917، وتوفيت في 17 مارس 1946.